# Lliga de les Nacions de la UEFA 2020-21
La Lliga de les Nacions de la UEFA 2020-21 va ser la segona edició de la Lliga de les Nacions de la UEFA, una competició internacional de futbol on participen les 55 seleccions masculines de les federacions membres de la UEFA. La competició se celebrà entre el setembre i el novembre de 2020 (fase de grups) i el juny de 2021 (fase final); a més, aquesta competició també servia com a classificació per disputar l'Eurocopa de 2024, atorgant places als play-offs que decidirien quatre dels vint-i-quatre participants definitius.

## Participants

Mapa on es representa, per cada selecció, la lliga on competeix.
Lliga A
Lliga B
Lliga C
Lliga D

Hi participaren els 55 països membres de la UEFA:
- Equips ascendits després de la Lliga de les Nacions de la UEFA 2018-19
- Equips descendits després de la Lliga de les Nacions de la UEFA 2018-19

| Equip                | A    |
| -------------------- | ---- |
| Bèlgica              |      |
| Bòsnia i Hercegovina | Puja |
| Dinamarca            | Puja |
| Anglaterra           |      |
| França               |      |
| Itàlia               |      |
| Països Baixos        |      |
| Portugal             |      |
| Espanya              |      |
| Suècia               | Puja |
| Suïssa               |      |
| Ucraïna              | Puja |

| Equip     | A/D   |
| --------- | ----- |
| Àustria   |       |
| Croàcia   | Baixa |
| Txèquia   |       |
| Finlàndia | Puja  |
| Alemanya  | Baixa |
| Islàndia  | Baixa |
| Noruega   | Puja  |
| Polònia   | Baixa |
| Rússia    |       |
| Escòcia   | Puja  |
| Sèrbia    | Puja  |
| Gal·les   |       |

| Equip              | A/D   |
| ------------------ | ----- |
| Albània            |       |
| Belarús            | Puja  |
| Bulgària           |       |
| Geòrgia            | Puja  |
| Grècia             |       |
| Hongria            |       |
| Israel             |       |
| Kosovo             | Puja  |
| Macedònia del Nord | Puja  |
| Montenegro         |       |
| Irlanda del Nord   | Baixa |
| Irlanda            | Baixa |
| Romania            |       |
| Eslovàquia         | Baixa |
| Turquia            | Baixa |

| Equip         | D     |
| ------------- | ----- |
| Andorra       |       |
| Armènia       |       |
| Azerbaidjan   |       |
| Xipre         | Baixa |
| Estònia       | Baixa |
| Illes Fèroe   |       |
| Gibraltar     |       |
| Kazakhstan    |       |
| Letònia       |       |
| Liechtenstein |       |
| Lituània      | Baixa |
| Luxemburg     |       |
| Malta         |       |
| Moldàvia      |       |
| San Marino    |       |
| Eslovènia     | Baixa |

## Calendari
A continuació es mostra el calendari de la Lliga de les Nacions de la UEFA 2020-21.
| Fase                | Jornada                | Data                      |
| ------------------- | ---------------------- | ------------------------- |
| Fase de grups       | Jornada 1              | 3 – 5 de setembre de 2020 |
| Fase de grups       | Jornada 2              | 6 – 8 de setembre de 2020 |
| Fase de grups       | Jornada 3              | 10–11 d'octubre de 2020   |
| Fase de grups       | Jornada 4              | 13–14 d'octubre de 2020   |
| Fase de grups       | Jornada 5              | 14–15 de novembre de 2020 |
| Fase de grups       | Jornada 6              | 17–18 de novembre de 2020 |
| Fase final          | Semifinals             | 6 - 7 d'octubre de 2021   |
| Fase final          | Partit pel tercer lloc | 10 d'octubre de 2021      |
| Fase final          | Final                  | 10 d'octubre de 2021      |
| Play-off de Lliga C | Andada                 | 24 - 25 de març de 2022   |
| Play-off de Lliga C | Tornada                | 28 - 29 de març de 2022   |

## Lliga A

### Grup A1
| Equip                | Pts | PJ | PG | PE | PP | GF | GC | DG |
| -------------------- | --- | -- | -- | -- | -- | -- | -- | -- |
| Itàlia               | 12  | 6  | 3  | 3  | 0  | 7  | 2  | +5 |
| Països Baixos        | 11  | 6  | 3  | 2  | 1  | 7  | 4  | +3 |
| Polònia              | 7   | 6  | 2  | 1  | 3  | 6  | 6  | 0  |
| Bòsnia i Hercegovina | 2   | 6  | 0  | 2  | 4  | 3  | 11 | -8 |

| Equip                |       |       |       |       |
| -------------------- | ----- | ----- | ----- | ----- |
| Països Baixos        |       | 0 - 1 | 3 - 1 | 1 - 0 |
| Itàlia               | 1 - 1 |       | 1 - 1 | 2 - 0 |
| Bòsnia i Hercegovina | 0 - 0 | 0 - 2 |       | 1 - 2 |
| Polònia              | 1 - 2 | 0 - 0 | 3 - 0 |       |

### Grup A2
| Equip      | Pts | PJ | PG | PE | PP | GF | GC | DG  |
| ---------- | --- | -- | -- | -- | -- | -- | -- | --- |
| Bèlgica    | 15  | 6  | 5  | 0  | 1  | 16 | 6  | +10 |
| Dinamarca  | 10  | 6  | 3  | 1  | 2  | 8  | 7  | +1  |
| Anglaterra | 10  | 6  | 3  | 1  | 2  | 7  | 4  | +3  |
| Islàndia   | 0   | 6  | 0  | 0  | 6  | 3  | 17 | -14 |

| Equip      |       |       |       |       |
| ---------- | ----- | ----- | ----- | ----- |
| Bèlgica    |       | 2 - 0 | 5 - 1 | 4 - 2 |
| Anglaterra | 2 - 1 |       | 4 - 0 | 0 - 1 |
| Islàndia   | 1 - 2 | 0 - 1 |       | 0 - 3 |
| Dinamarca  | 0 - 2 | 0 - 0 | 2 - 1 |       |

### Grup A3
| Equip    | Pts | PJ | PG | PE | PP | GF | GC | DG |
| -------- | --- | -- | -- | -- | -- | -- | -- | -- |
| França   | 16  | 6  | 5  | 1  | 0  | 12 | 5  | +7 |
| Portugal | 13  | 6  | 4  | 1  | 1  | 12 | 4  | +8 |
| Croàcia  | 3   | 6  | 1  | 0  | 5  | 9  | 16 | -7 |
| Suècia   | 3   | 6  | 1  | 0  | 5  | 5  | 13 | -8 |

| Equip    |       |       |       |       |
| -------- | ----- | ----- | ----- | ----- |
| Portugal |       | 0 - 1 | 3 - 0 | 4 - 1 |
| França   | 0 - 0 |       | 4 - 2 | 4 - 2 |
| Suècia   | 0 - 2 | 0 - 1 |       | 2 - 1 |
| Croàcia  | 2 - 3 | 1 - 2 | 2 - 1 |       |

### Grup A4
| Equip    | Pts | PJ | PG | PE | PP | GF | GC | DG  |
| -------- | --- | -- | -- | -- | -- | -- | -- | --- |
| Espanya  | 11  | 6  | 3  | 2  | 1  | 13 | 3  | +10 |
| Alemanya | 9   | 6  | 2  | 3  | 1  | 10 | 13 | -3  |
| Suïssa   | 6   | 6  | 1  | 3  | 2  | 9  | 8  | +1  |
| Ucraïna  | 6   | 6  | 2  | 0  | 4  | 5  | 13 | -8  |

| Equip    |       |       |       |       |
| -------- | ----- | ----- | ----- | ----- |
| Suïssa   |       | 1 - 1 | 3 - 0 | 1 - 1 |
| Espanya  | 1 - 0 |       | 4 - 0 | 6 - 0 |
| Ucraïna  | 2 - 1 | 1 - 0 |       | 1 - 2 |
| Alemanya | 3 - 3 | 1 - 1 | 3 - 1 |       |

Llegenda:
  Classificar-se per a la fase final.
  Relegat a la Lliga B de la UEFA Nations League 2022-23.

### Fase final
La fase final va ser organitzada per Itàlia, com a guanyadora del grup 1.

#### Quadre
|  | Semifinals         | Semifinals |                     |   | Final | Final |
|  |                    |            |                     |   |       |       |
|  | 6 d'octubre – Milà |            |                     |   |       |       |
|  |                    |            |                     |   |       |       |
|  | Itàlia             | 1          |                     |   |       |       |
|  | Itàlia             | 1          | 10 d'octubre – Milà |   |       |       |
|  | Espanya            | 2          |                     |   |       |       |
|  | Espanya            | 2          | Espanya             | 1 |       |       |
|  | 7 d'octubre – Torí |            | Espanya             | 1 |       |       |
|  |                    | França     | 2                   |   |       |       |
|  | Bèlgica            | França     | 2                   | 2 |       |       |
|  | Bèlgica            |            |                     | 2 |       |       |
|  | França             | 3          |                     |   |       |       |
|  | França             | 3          |                     |   |       |       |

#### Semifinals
| Itàlia         | 1–2     | Espanya           |
| -------------- | ------- | ----------------- |
| Pellegrini 83' | Informe | Torres 17', 45+2' |

| Bèlgica                   | 2–3     | França                                        |
| ------------------------- | ------- | --------------------------------------------- |
| Carrasco 37' · Lukaku 40' | Informe | Benzema 62' · Mbappé 69' (p.) · Hernández 90' |

#### 3r lloc final
| Itàlia                         | 2–1     | Bèlgica          |
| ------------------------------ | ------- | ---------------- |
| Barella 46' · Berardi 65' (p.) | Informe | De Ketelaere 86' |

#### Final
| Espanya       | 1–2     | França                   |
| ------------- | ------- | ------------------------ |
| Oyarzabal 64' | Informe | Benzema 66' · Mbappé 80' |

## Lliga B

### Grup B1
| Equip            | Pts | PJ | PG | PE | PP | GF | GC | DG |
| ---------------- | --- | -- | -- | -- | -- | -- | -- | -- |
| Àustria          | 13  | 6  | 4  | 1  | 1  | 9  | 6  | +3 |
| Noruega          | 10  | 6  | 3  | 1  | 2  | 12 | 7  | +5 |
| Romania          | 8   | 6  | 2  | 2  | 2  | 8  | 9  | -1 |
| Irlanda del Nord | 2   | 6  | 0  | 2  | 4  | 4  | 11 | -7 |

| Equip            |       |       |       |       |
| ---------------- | ----- | ----- | ----- | ----- |
| Àustria          |       | 1 - 1 | 2 - 1 | 2 - 3 |
| Noruega          | 1 - 2 |       | 1 - 0 | 4 - 0 |
| Irlanda del Nord | 0 - 1 | 1 - 5 |       | 1 - 1 |
| Romania          | 0 - 1 | 3 - 0 | 1 - 1 |       |

### Grup B2
| Equip      | Pts | PJ | PG | PE | PP | GF | GC | DG |
| ---------- | --- | -- | -- | -- | -- | -- | -- | -- |
| Txèquia    | 12  | 6  | 4  | 0  | 2  | 9  | 5  | +4 |
| Escòcia    | 10  | 6  | 3  | 1  | 2  | 5  | 4  | +1 |
| Israel     | 8   | 6  | 2  | 2  | 2  | 7  | 7  | 0  |
| Eslovàquia | 4   | 6  | 1  | 1  | 4  | 5  | 10 | -5 |

| Equip           |       |       |       |       |
| --------------- | ----- | ----- | ----- | ----- |
| República Txeca |       | 1 - 2 | 2 - 0 | 1 - 0 |
| Escòcia         | 1 - 0 |       | 1 - 0 | 1 - 1 |
| Eslovàquia      | 1 - 3 | 1 - 0 |       | 2 - 3 |
| Israel          | 1 - 2 | 1 - 0 | 1 - 1 |       |

### Grup B3
| Equip   | Pts | PJ | PG | PE | PP | GF | GC | DG |
| ------- | --- | -- | -- | -- | -- | -- | -- | -- |
| Hongria | 11  | 6  | 3  | 2  | 1  | 7  | 4  | +3 |
| Rússia  | 8   | 6  | 2  | 2  | 2  | 9  | 12 | -3 |
| Sèrbia  | 6   | 6  | 1  | 3  | 2  | 9  | 7  | +2 |
| Turquia | 6   | 6  | 1  | 3  | 2  | 6  | 8  | -2 |

| Equip   |       |       |       |       |
| ------- | ----- | ----- | ----- | ----- |
| Rússia  |       | 3 - 1 | 1 - 1 | 0 - 0 |
| Sèrbia  | 5 - 0 |       | 0 - 0 | 0 - 1 |
| Turquia | 3 - 2 | 2 - 2 |       | 0 - 1 |
| Hongria | 2 - 3 | 1 - 1 | 2 - 0 |       |

### Grup B4
| Equip     | Pts | PJ | PG | PE | PP | GF | GC | DG |
| --------- | --- | -- | -- | -- | -- | -- | -- | -- |
| Gal·les   | 16  | 6  | 5  | 1  | 0  | 7  | 1  | +6 |
| Finlàndia | 12  | 6  | 4  | 0  | 2  | 7  | 5  | +2 |
| Irlanda   | 3   | 6  | 0  | 3  | 3  | 1  | 4  | -3 |
| Bulgària  | 2   | 6  | 0  | 2  | 4  | 2  | 7  | -5 |

| Equip     |       |       |       |       |
| --------- | ----- | ----- | ----- | ----- |
| Gal·les   |       | 3 - 1 | 1 - 0 | 1 - 0 |
| Finlàndia | 0 - 1 |       | 1 - 0 | 2 - 0 |
| Irlanda   | 0 - 0 | 0 - 1 |       | 0 - 0 |
| Bulgària  | 0 - 1 | 1 - 2 | 1 - 1 |       |

Llegenda:
  Promogut a la Lliga A de la UEFA Nations League 2022-23.
  Relegat a la Lliga C de la UEFA Nations League 2022-23.

## Lliga C

### Grup C1
| Equip       | Pts | PJ | PG | PE | PP | GF | GC | DG |
| ----------- | --- | -- | -- | -- | -- | -- | -- | -- |
| Montenegro  | 13  | 6  | 4  | 1  | 1  | 10 | 2  | +8 |
| Luxemburg   | 10  | 6  | 3  | 1  | 2  | 7  | 5  | +2 |
| Azerbaidjan | 6   | 6  | 1  | 3  | 2  | 2  | 4  | -2 |
| Xipre       | 4   | 6  | 1  | 1  | 4  | 2  | 10 | -8 |

| Equip       |       |       |       |       |
| ----------- | ----- | ----- | ----- | ----- |
| Montenegro  |       | 4 - 0 | 1 - 2 | 2 - 0 |
| Xipre       | 0 - 2 |       | 2 - 1 | 0 - 1 |
| Luxemburg   | 0 - 1 | 2 - 0 |       | 0 - 0 |
| Azerbaidjan | 0 - 0 | 0 - 0 | 1 - 2 |       |

### Grup C2
| Equip     | Pts | PJ | PG | PE | PP | GF | GC | DG |
| --------- | --- | -- | -- | -- | -- | -- | -- | -- |
| Armènia   | 11  | 6  | 3  | 2  | 1  | 9  | 6  | +3 |
| Macedònia | 9   | 6  | 2  | 3  | 1  | 9  | 8  | +1 |
| Geòrgia   | 7   | 6  | 1  | 4  | 1  | 6  | 6  | 0  |
| Estònia   | 3   | 6  | 0  | 3  | 3  | 5  | 9  | -4 |

| Equip     |       |       |       |       |
| --------- | ----- | ----- | ----- | ----- |
| Geòrgia   |       | 1 - 1 | 0 - 0 | 1 - 2 |
| Macedònia | 1 - 1 |       | 2 - 1 | 2 - 1 |
| Estònia   | 0 - 1 | 3 - 3 |       | 1 - 1 |
| Armènia   | 2 - 2 | 1 - 0 | 2 - 0 |       |

### Grup C3
| Equip     | Pts | PJ | PG | PE | PP | GF | GC | DG  |
| --------- | --- | -- | -- | -- | -- | -- | -- | --- |
| Eslovènia | 14  | 6  | 4  | 2  | 0  | 8  | 1  | +7  |
| Grècia    | 12  | 6  | 3  | 3  | 0  | 6  | 1  | +5  |
| Kosovo    | 5   | 6  | 1  | 2  | 3  | 4  | 6  | -2  |
| Moldàvia  | 1   | 6  | 0  | 1  | 5  | 1  | 11 | -10 |

| Equip     |       | Kosovo |       |       |
| --------- | ----- | ------ | ----- | ----- |
| Grècia    |       | 0 - 0  | 0 - 0 | 2 - 0 |
| Kosovo    | 1 - 2 |        | 0 - 1 | 1 - 0 |
| Eslovènia | 0 - 0 | 2 - 1  |       | 1 - 0 |
| Moldàvia  | 0 - 2 | 1 - 1  | 0 - 4 |       |

### Grup C4
| Equip      | Pts | PJ | PG | PE | PP | GF | GC | DG |
| ---------- | --- | -- | -- | -- | -- | -- | -- | -- |
| Albània    | 11  | 6  | 3  | 2  | 1  | 8  | 4  | +4 |
| Belarús    | 10  | 6  | 3  | 1  | 2  | 10 | 8  | +2 |
| Lituània   | 8   | 6  | 2  | 2  | 2  | 5  | 7  | -2 |
| Kazakhstan | 4   | 6  | 1  | 1  | 4  | 5  | 9  | -4 |

| Equip      |       |       |       |       |
| ---------- | ----- | ----- | ----- | ----- |
| Albània    |       | 3 - 2 | 0 - 1 | 3 - 1 |
| Belarús    | 0 - 2 |       | 2 - 0 | 2 - 0 |
| Lituània   | 0 - 0 | 2 - 2 |       | 0 - 2 |
| Kazakhstan | 0 - 0 | 1 - 2 | 1 - 2 |       |

Llegenda:
  Ascendit a la Lliga B de la UEFA Nations League 2022-23.
  Admès als play-offs per descens a la Lliga D de la UEFA Nations League 2022-23.

### Comparació entre el quart classificat
Descens a la Lliga D dos equips dels quatre últims arribats als grups de la Lliga C. El descens es decidirà per play-off. El primer classificat s'enfrontarà al quart, mentre que el segon s'enfrontarà al tercer. Els equips millor classificats juguen el partit de tornada a casa.
| Pos. | Gr | Equip      | Pts | PJ | PG | PE | PP | GF | GC | DG  |
| ---- | -- | ---------- | --- | -- | -- | -- | -- | -- | -- | --- |
| 1    | C4 | Kazakhstan | 4   | 6  | 1  | 1  | 4  | 5  | 9  | -4  |
| 2    | C1 | Xipre      | 4   | 6  | 1  | 1  | 4  | 2  | 10 | -8  |
| 3    | C2 | Estònia    | 3   | 6  | 0  | 3  | 3  | 5  | 9  | -4  |
| 4    | C3 | Moldàvia   | 1   | 6  | 0  | 1  | 5  | 1  | 11 | -10 |

### Play-offs
| Equip 1  | Global | Equip 2    | Anada | Tornada |
| -------- | ------ | ---------- | ----- | ------- |
| Moldàvia | -      | Kazakhstan | -     | -       |
| Estònia  | -      | Xipre      | -     | -       |

## Lliga D

### Grup D1
| Equip       | Pts | PJ | PG | PE | PP | GF | GC | DG  |
| ----------- | --- | -- | -- | -- | -- | -- | -- | --- |
| Illes Fèroe | 12  | 6  | 3  | 3  | 0  | 9  | 5  | +4  |
| Malta       | 9   | 6  | 2  | 3  | 1  | 8  | 6  | +2  |
| Letònia     | 7   | 6  | 1  | 4  | 1  | 8  | 4  | +4  |
| Andorra     | 2   | 6  | 0  | 2  | 4  | 1  | 11 | -10 |

| Equip       |       |       |       |       |
| ----------- | ----- | ----- | ----- | ----- |
| Illes Fèroe |       | 1 - 1 | 2 - 0 | 3 - 2 |
| Letònia     | 1 - 1 |       | 0 - 0 | 0 - 1 |
| Andorra     | 0 - 1 | 0 - 5 |       | 0 - 0 |
| Malta       | 1 - 1 | 1 - 1 | 3 - 1 |       |

### Grup D2
| Equip         | Pts | PJ | PG | PE | PP | GF | GC | DG |
| ------------- | --- | -- | -- | -- | -- | -- | -- | -- |
| Gibraltar     | 8   | 4  | 2  | 2  | 0  | 3  | 1  | +2 |
| Liechtenstein | 5   | 4  | 1  | 2  | 1  | 3  | 2  | +1 |
| San Marino    | 2   | 4  | 0  | 2  | 2  | 0  | 3  | -3 |

| Equip         |       |       |       |
| ------------- | ----- | ----- | ----- |
| Gibraltar     |       | 1 - 1 | 1 - 0 |
| Liechtenstein | 0 - 1 |       | 0 - 0 |
| San Marino    | 0 - 0 | 0 - 2 |       |

Llegenda:
  Ascendit a la Lliga C de la UEFA Nations League 2022-23.

## Classificació final
El desembre de 2020, la UEFA va publicar el rànquing final dels equips participants a la competició; sembla que té una importància especial, ja que està vinculat a les eliminatòries de la Copa del Món del 2022 a Qatar, de fet els dos millors guanyadors de grups de la classificació general de la UEFA Nations League que no es classifiquen directament a la fase final com a guanyadors de la prova europea les rondes de classificació o ja classificades per als play-offs com a subcampions de la seva ronda de classificació europea es classificaran per als play-offs.

### Lliga A
|       | Pos. | Equip                | Posició Grup | Pts | PJ | PG | PE | PP | GF | GC | DG  |
| ----- | ---- | -------------------- | ------------ | --- | -- | -- | -- | -- | -- | -- | --- |
|       | 1.   | França               | 1-A3         | 16  | 6  | 5  | 1  | 0  | 12 | 5  | +7  |
|       | 2.   | Bèlgica              | 1-A2         | 15  | 6  | 5  | 0  | 1  | 16 | 6  | +10 |
|       | 3.   | Itàlia               | 1-A1         | 12  | 6  | 3  | 3  | 0  | 7  | 2  | +5  |
|       | 4.   | Espanya              | 1-A4         | 11  | 6  | 3  | 2  | 1  | 13 | 3  | +10 |
|       | 5.   | Portugal             | 2-A3         | 13  | 6  | 4  | 1  | 1  | 12 | 4  | +8  |
|       | 6.   | Països Baixos        | 2-A1         | 11  | 6  | 3  | 2  | 1  | 7  | 4  | +3  |
|       | 7.   | Dinamarca            | 2-A2         | 10  | 6  | 3  | 1  | 2  | 8  | 7  | +1  |
|       | 8.   | Alemanya             | 2-A4         | 9   | 6  | 2  | 3  | 1  | 10 | 13 | -3  |
|       | 9.   | Anglaterra           | 3-A2         | 10  | 6  | 3  | 1  | 2  | 7  | 4  | +3  |
|       | 10.  | Polònia              | 3-A1         | 7   | 6  | 2  | 1  | 3  | 6  | 6  | 0   |
|       | 11.  | Suïssa               | 3-A4         | 6   | 6  | 1  | 3  | 2  | 9  | 8  | +1  |
|       | 12.  | Croàcia              | 3-A3         | 3   | 6  | 1  | 0  | 5  | 9  | 16 | -7  |
| Baixa | 13.  | Ucraïna              | 4-A4         | 6   | 6  | 2  | 0  | 4  | 5  | 13 | -8  |
| Baixa | 14.  | Suècia               | 4-A3         | 3   | 6  | 1  | 0  | 5  | 5  | 13 | -8  |
| Baixa | 15.  | Bòsnia i Hercegovina | 4-A1         | 2   | 6  | 0  | 2  | 4  | 3  | 11 | -8  |
| Baixa | 16.  | Islàndia             | 4-A2         | 0   | 6  | 0  | 0  | 6  | 3  | 17 | -14 |

Llegenda:
  Admès a la fase final.
  Descendit a la Lliga B.

### Lliga B
|       | Pos. | Equip            | Posició Grup | Pts | PJ | PG | PE | PP | GF | GC | DG |
| ----- | ---- | ---------------- | ------------ | --- | -- | -- | -- | -- | -- | -- | -- |
| Puja  | 17.  | Gal·les          | 1-B4         | 16  | 6  | 5  | 1  | 0  | 7  | 1  | +6 |
| Puja  | 18.  | Àustria          | 1-B1         | 13  | 6  | 4  | 1  | 1  | 9  | 6  | +3 |
| Puja  | 19.  | Rep. Txeca       | 1-B2         | 12  | 6  | 4  | 0  | 2  | 9  | 5  | +4 |
| Puja  | 20.  | Hongria          | 1-B3         | 11  | 6  | 3  | 2  | 1  | 7  | 4  | +3 |
|       | 21.  | Finlàndia        | 2-B4         | 12  | 6  | 4  | 0  | 2  | 7  | 5  | +2 |
|       | 22.  | Noruega          | 2-B1         | 10  | 6  | 3  | 1  | 2  | 12 | 7  | +5 |
|       | 23.  | Escòcia          | 2-B2         | 10  | 6  | 3  | 1  | 2  | 5  | 4  | +1 |
|       | 24.  | Rússia           | 2-B3         | 8   | 6  | 2  | 2  | 2  | 9  | 12 | -3 |
|       | 25.  | Israel           | 3-B2         | 8   | 6  | 2  | 2  | 2  | 7  | 7  | 0  |
|       | 26.  | Romania          | 3-B1         | 8   | 6  | 2  | 2  | 2  | 8  | 9  | -1 |
|       | 27.  | Sèrbia           | 3-B3         | 6   | 6  | 1  | 3  | 2  | 9  | 7  | +2 |
|       | 28.  | Irlanda          | 3-B4         | 3   | 6  | 0  | 3  | 3  | 1  | 4  | -3 |
| Baixa | 29.  | Turquia          | 4-B3         | 6   | 6  | 1  | 3  | 2  | 6  | 8  | -2 |
| Baixa | 30.  | Eslovàquia       | 4-B2         | 4   | 6  | 1  | 1  | 4  | 5  | 10 | -5 |
| Baixa | 31.  | Bulgària         | 4-B4         | 2   | 6  | 0  | 2  | 4  | 2  | 7  | -5 |
| Baixa | 32.  | Irlanda del Nord | 4-B1         | 2   | 6  | 0  | 2  | 4  | 4  | 11 | -7 |

Llegenda:
  Ascens a Lega A.
  Relegat a la Lliga C.

### Lliga C
|       | Pos. | Equip       | Posició Grup | Pts | PJ | PG | PE | PP | GF | GC | DG  |
| ----- | ---- | ----------- | ------------ | --- | -- | -- | -- | -- | -- | -- | --- |
| Puja  | 33.  | Eslovènia   | 1-C3         | 14  | 6  | 4  | 2  | 0  | 8  | 1  | +7  |
| Puja  | 34.  | Montenegro  | 1-C1         | 13  | 6  | 4  | 1  | 1  | 10 | 2  | +8  |
| Puja  | 35.  | Albània     | 1-C4         | 11  | 6  | 3  | 2  | 1  | 8  | 4  | +4  |
| Puja  | 36.  | Armènia     | 1-C2         | 11  | 6  | 3  | 2  | 1  | 9  | 6  | +3  |
|       | 37.  | Grècia      | 2-C3         | 12  | 6  | 3  | 3  | 0  | 6  | 1  | +5  |
|       | 38.  | Belarús     | 2-C4         | 10  | 6  | 3  | 1  | 2  | 10 | 8  | +2  |
|       | 39.  | Luxemburg   | 2-C1         | 10  | 6  | 3  | 1  | 2  | 7  | 5  | +2  |
|       | 40.  | Macedònia   | 2-C2         | 9   | 6  | 2  | 3  | 1  | 9  | 8  | +1  |
|       | 41.  | Lituània    | 3-C4         | 8   | 6  | 2  | 2  | 2  | 5  | 7  | -2  |
|       | 42.  | Geòrgia     | 3-C2         | 7   | 6  | 1  | 4  | 1  | 6  | 6  | 0   |
|       | 43.  | Azerbaidjan | 3-C1         | 6   | 6  | 1  | 3  | 2  | 2  | 4  | -2  |
|       | 44.  | Kosovo      | 3-C3         | 5   | 6  | 1  | 2  | 3  | 4  | 6  | -2  |
| Baixa | 45.  | Kazakhstan  | 4-C4         | 4   | 6  | 1  | 1  | 4  | 5  | 9  | -4  |
| Baixa | 46.  | Xipre       | 4-C1         | 4   | 6  | 1  | 1  | 4  | 2  | 10 | -8  |
| Baixa | 47.  | Estònia     | 4-C2         | 3   | 6  | 0  | 3  | 3  | 5  | 9  | -4  |
| Baixa | 48.  | Moldàvia    | 4-C3         | 1   | 6  | 0  | 1  | 5  | 1  | 11 | -10 |

Llegenda:
  Ascens a Lliga B
  Participa a les play-outs.

### Lliga D
|      | Pos. | Equip         | Posició Grup | Pts | PJ | PG | PE | PP | GF | GC | DG  |
| ---- | ---- | ------------- | ------------ | --- | -- | -- | -- | -- | -- | -- | --- |
| Puja | 49.  | Gibraltar     | 1-D2         | 8   | 4  | 2  | 2  | 0  | 3  | 1  | +2  |
| Puja | 50.  | Illes Fèroe   | 1-D1         | 6   | 4  | 1  | 3  | 0  | 6  | 5  | +1  |
|      | 51.  | Liechtenstein | 2-D2         | 5   | 4  | 1  | 2  | 1  | 3  | 2  | +1  |
|      | 52.  | Malta         | 2-D1         | 5   | 4  | 1  | 2  | 1  | 5  | 5  | 0   |
|      | 53.  | Letònia       | 3-D1         | 3   | 4  | 0  | 3  | 1  | 3  | 4  | -1  |
|      | 54.  | San Marino    | 3-D2         | 2   | 4  | 0  | 2  | 2  | 0  | 3  | -3  |
|      | 55.  | Andorra       | 4-D1         | 2   | 6  | 0  | 2  | 4  | 1  | 11 | -10 |

Legenda:
  Ascens a Lliga C.
Note:
Es descarten els partits contra el quart classificat del grup D1 per tal de poder comparar el primer, segon i tercer equip

## Golejadors
| Gols | Jugador             |
| ---- | ------------------- |
| 6    | Romelu Lukaku       |
| 6    | Ferran Torres.      |
| 4    | Christian Eriksen   |
| 4    | Kylian Mbappé       |
| 4    | Timo Werner         |
| 3    | Dries Mertens       |
| 3    | Olivier Giroud      |
| 3    | Domenico Berardi    |
| 3    | Georginio Wijnaldum |
| 3    | Diogo Jota          |
| 3    | Mikel Oyarzabal     |
| 2    | 18 jugadors         |
| 1    | 61 jugadors         |

| Gols | Jugador           |
| ---- | ----------------- |
| 6    | Erling Håland     |
| 5    | Eran Zahavi       |
| 3    | Fredrik Jensen    |
| 3    | Alexander Sørloth |
| 2    | 12 jugadors       |
| 1    | 61 jugadors       |

| Gols | Jugador          |
| ---- | ---------------- |
| 4    | Sokol Cikalleshi |
| 4    | Rauno Sappinen   |
| 4    | Stevan Jovetić   |
| 4    | Haris Vučkić     |
| 3    | Danel Sinani     |
| 2    | 13 jugadors      |
| 1    | 49 jugadors      |

| Gols | Jugador           |
| ---- | ----------------- |
| 4    | Klæmint Olsen     |
| 3    | Jānis Ikaunieks   |
| 2    | Jurgen Degabriele |
| 1    | 20 jugadors       |